# Sent Medard de Jalas
Sent Medard de Jalas (en francès Saint-Médard-en-Jalles) és un municipi francès situat al departament de la Gironda i a la regió de la Nova Aquitània. L'any 1999 tenia 25.566 habitants.

## Demografia
| Evolució de la població Ehess i INSEE |       |       |       |       |       |       |       |       |
| 1793                                  | 1800  | 1806  | 1821  | 1831  | 1836  | 1841  | 1846  | 1851  |
| 1 599                                 | 1 195 | 1 277 | 1 444 | 1 667 | 1 643 | 1 822 | 1 898 | 1 988 |

| 1856  | 1861  | 1866  | 1872  | 1876  | 1881  | 1886  | 1891  | 1896  |
| ----- | ----- | ----- | ----- | ----- | ----- | ----- | ----- | ----- |
| 2 174 | 2 315 | 2 531 | 2 613 | 3 001 | 3 272 | 3 454 | 3 925 | 3 890 |

| 1901  | 1906  | 1911  | 1921  | 1926  | 1931  | 1936  | 1946  | 1954  |
| ----- | ----- | ----- | ----- | ----- | ----- | ----- | ----- | ----- |
| 4 407 | 4 884 | 5 046 | 5 277 | 5 135 | 5 105 | 5 144 | 6 037 | 5 924 |

| 1962  | 1968  | 1975   | 1982   | 1990   | 1999   | 2006 | 2011 | 2016 |
| ----- | ----- | ------ | ------ | ------ | ------ | ---- | ---- | ---- |
| 6 967 | 8 955 | 16 265 | 18 665 | 22 064 | 25 566 | -    | -    | -    |

| 2019 | - | - | - | - | - | - | - | - |
| ---- | - | - | - | - | - | - | - | - |
| -    | - | - | - | - | - | - | - | - |

## Administració
| Període   | Identitat          | Partit |
| --------- | ------------------ | ------ |
| 1953-1977 | Christian Dussedat |        |
| 1977-1979 | Paul Berniard      |        |
| 1979-1983 | C. Viala           |        |
| 1983-     | Serge Lamaison     | PS     |

## Agermanaments
- Almansa
- Sabaudia
- Merzig